# Río Napo
Der Río Napo (im Deutschen oft auch kurz: Napo) ist ein 950 Kilometer langer linker Nebenfluss des Amazonas. Das Einzugsgebiet umfasst 115.000 km² (nach anderen Quellen: 100.500 km²). Seine Wasserführung liegt bei 4600 m³/s, nach anderen Quellen bei 6.300 m³/s.

## Flusslauf
Die Quellflüsse des Río Napo entwässern die Ostflanke der Cordillera Real. Die längsten Quellflüsse entspringen an der Ostflanke des Vulkans Cotopaxi. Der Río Napo selbst entsteht am Fuße der Anden am Zusammenfluss von Río Jatunyacu und Río Anzu, 5,5 km südlich der Stadt Tena. Er fließt anfangs 150 km nach Nordosten. Bei Puerto Francisco de Orellana, der Hauptstadt der ecuadorianischen Provinz Orellana, mündet der Río Coca von Norden kommend in den Río Napo. Dieser durchfließt das Amazonasbecken in östlicher Richtung. Er wendet sich nach 100 km nach Südosten. Zwischen den Flusskilometern 555 und 580 bildet der Río Napo die Grenze zwischen Ecuador und Peru. Direkt im Anschluss mündet der Río Aguarico von Norden kommend in den Río Napo. Dieser durchfließt nun den peruanischen Teil des Amazonasbeckens und mündet schließlich 65 km nordöstlich von Iquitos nahe der Kleinstadt Mazán in den Amazonas.
Der Napo ist vom Amazonas aus bis mindestens zur Einmündung des Río Curaray schiffbar. Ebenfalls ist er vom Río Coca her schiffbar. Auf der ecuadorianischen Seite sind insbesondere der Oberlauf und zahlreiche Zuflüsse für das Rafting beliebt.
Der Napo wurde 1541 unter Führung von Francisco de Orellana auf der Gonzalo-Pizarro-Expedition, die unter anderem die Suche nach dem legendären Goldland Eldorado zum Ziel hatte, von Quito aus bis zum Amazonas vollständig befahren. Die Gruppe fand sich jedoch in dem riesigen Delta nicht zurecht, Pizarro entschloss sich zur Umkehr nach Quito und erlebte mit seinem Rückmarsch entlang den sumpfigen Flussufern des Río Napo und durch die Regenwälder an der Ostabdachung der Anden die wohl entbehrungsreichste Unternehmung der südamerikanischen Entdeckungsgeschichte.
Die umgekehrte Fahrt machte vom Amazonas ausgehend erstmals der portugiesische Offizier Pedro Teixeira von 1637 bis 1639.

## Fauna
Nach dem Fluss ist die dort gefundene Fischart Gastrodermus napoensis benannt.